# Thranius gibbosus
Thranius gibbosus är en skalbaggsart som beskrevs av Francis Polkinghorne Pascoe 1859. Thranius gibbosus ingår i släktet Thranius och familjen långhorningar.
Artens utbredningsområde är Sri Lanka. Inga underarter finns listade i Catalogue of Life.